# Акташ, Алинур
Алинур Акташ (тур. Alinur Aktaş; род. 25 октября 1970, Инегёль, Бурса) — турецкий государственный и политический деятель. Член Партии справедливости и развития и действующий мэр Бурсы с 2017 года.

## Биография
Родился в 1970 году в Инегёле, ил Бурса. После окончания начальной и средней школы в Инегёле, поступил в Университет Улудаг в Бурсе. Женат, а также является отцом двоих детей.
Его политическая карьера началась после вступления в Партию справедливости и развития. 28 марта 2004 года был избран мэром Инегёля на выборах. За время его пребывания на должности мэра, Инегёль стал вторым по величине городом южной части Мраморноморского региона. После отставки мэра Бурсы Реджепа Алтепе его преемником был избран Алинур Акташ. В средствах массовой информации встречаются сообщения, что он получает несколько заработных плат, в том числе как председатель компании, принадлежащей городскому совету.